# Secretaria da Cultura do Estado de Goiás
| Secretaria da Cultura e Esporte do Estado de Goiás           | |
| Praça Cívica, Goiânia, Goiás · https://goias.gov.br/cultura/ | |
| Criação                                                      | 11 de novembro de 1964 (60 anos) (Como parte da Secretaria de Educação) 6 de outubro de 1977 (47 anos) (Como Fundo Cultural de Goiás) 22 de dezembro de 2011 (13 anos) (Primeira criação) 1 de janeiro de 2019 (6 anos) (Recriação) |
|                                                              | |
|                                                              | |
| Atual secretária                                             | Yara Nunes dos Santos |
| Orçamento                                                    | R$ 139.088.500,00 (Em 2023) |

A Secretaria da Cultura e Esporte do Estado de Goiás (SECULT-GO) é um órgão público do Governo do Estado de Goiás, criado inicialmente em 22 de dezembro de 2011, na gestão Marconi Perillo e refundada em 2019, no início da Gestão Ronaldo Caiado no governo de Goiás. Sua sede é o Centro Cultural Marieta Teles Machado.

## Histórico
Criada inicialmente como parte da pasta da Educação de Mauro Borges Teixeira, em 11 de novembro de 1964, a Secretaria de Cultura passou por vários status quo para que cria-se o órgão como funciona, atualmente. Em 6 de outubro de 1977, por decreto de Irapuan Costa Júnior, foi criada a Fundação Cultural de Goiás.
Em 25 de janeiro de 2011, no início do terceiro mandato de Marconi Perillo, uma reforma administrativa foi realizada garantindo a criação da pasta da Cultura. A estruturação da Secretaria, por sua vez, só foi efetivada de fato em 22 de dezembro de 2011.
Em nova reforma, após a Crise econômica brasileira de 2014, Perillo extinguiu a Secretaria da Cultura para poupar o erário público, no contexto da Emenda Constitucional do Teto dos Gastos Públicos, no ano de 2015, a pasta fundiu-se com a Agência Goiana de Cultura Pedro Ludovico Teixeira (Agepel) e com a pasta da Educação, novamente.
Em novembro de 2018, Ronaldo Caiado, governador eleito de Goiás, anunciou a recriação da Secretaria da Cultura de Goiás, indicando Edival Lourenço como chefe da pasta. A pasta passou por 4 mudanças até chegar na atual titular, Yara Nunes dos Santos.
O órgão realiza repasses de leis como a Lei Aldir Blanc, Lei Paulo Gustavo e Lei Rouanet para incentivo à Cultura de Goiás.

## Lista de secretários
| N.º                                     | Nome                             | Retrato | Início do mandato      | Fim do mandato         | Governador de Goiás | Referências          |
| --------------------------------------- | -------------------------------- | ------- | ---------------------- | ---------------------- | ------------------- | -------------------- |
| 1                                       | Gilvane Felipe                   |         | 22 de dezembro de 2011 | 25 de julho de 2014    | Marconi Perillo     | [ 9 ]                |
| 2                                       | Aguinaldo Coelho                 |         | 25 de julho de 2014    | 13 de novembro de 2014 | Marconi Perillo     | [ 10 ]               |
| Reincorporação à Secretaria de Educação |                                  |         |                        |                        |                     |                      |
| 3                                       | Edival Lourenço                  |         | 1 de janeiro de 2019   | 27 de novembro de 2019 | Ronaldo Caiado      | [ 11 ]               |
| 4                                       | Adriano Baldy                    |         | 29 de novembro de 2019 | 25 de janeiro de 2021  | Ronaldo Caiado      | [ 11 ]               |
| 5                                       | César Augusto Sotkeviciene Moura |         | 25 de janeiro de 2021  | 28 de abril de 2022    | Ronaldo Caiado      | [ 11 ]               |
| 6                                       | Marcelo Eugênio Carneiro         |         | 28 de abril de 2022    | 27 de abril de 2023    | Ronaldo Caiado      | [ 13 ] [ 14 ] [ 15 ] |
| 7                                       | Yara Nunes dos Santos            |         | 27 de abril de 2023    | atualidade             | Ronaldo Caiado      | [ 13 ] [ 14 ] [ 15 ] |